# عائلة ساسون

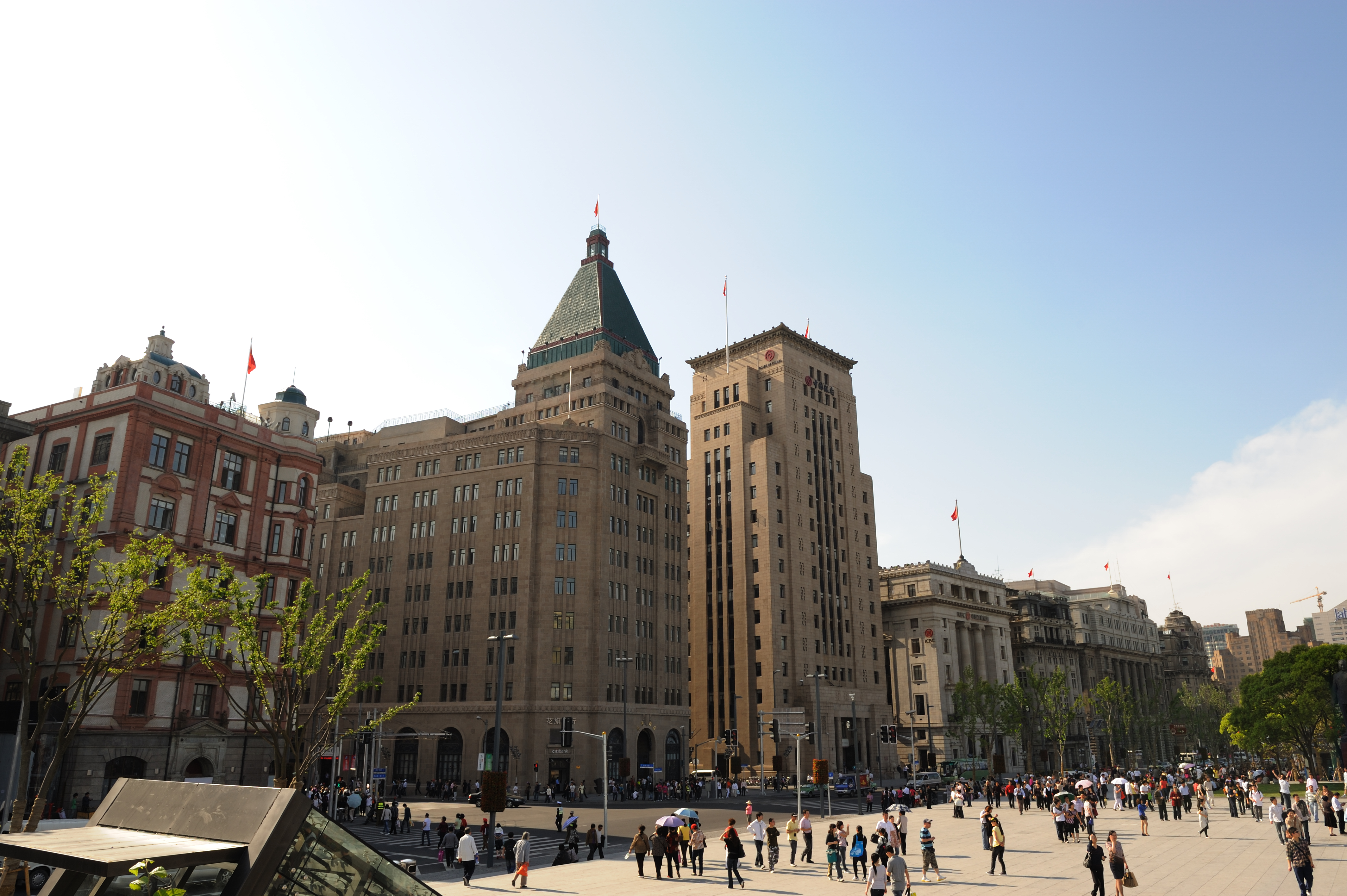
منزل ساسون ، شنغهاي ، الصين

عائلة ساسون (بالإنجليزية: Sasson، بالعبرية: ששון)، المعروفة باسم " روتشيلد الشرق" بسبب الثروة الهائلة التي جمعوها في التمويل والتجارة، هي عائلة من أصل يهودي بغدادي. كان مقرهم الأصلي في بغداد بالعراق، ثم انتقلوا لاحقًا إلى بومباي بالهند، ثم هاجروا إلى الصين وإنجلترا ودول أخرى.
منذ القرن الثامن عشر، كانت عائلة ساسون واحدة من أغنى العائلات في العالم، حيث امتدت إمبراطورية الشركات عبر قارة آسيا بأكملها.

## اصل التسمية

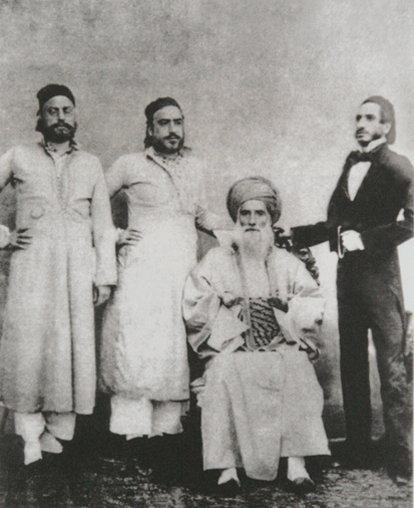
ديفيد ساسون (جالسًا) وأبناؤه إلياس دافيد وألبرت (عبد الله) وساسون دافيد

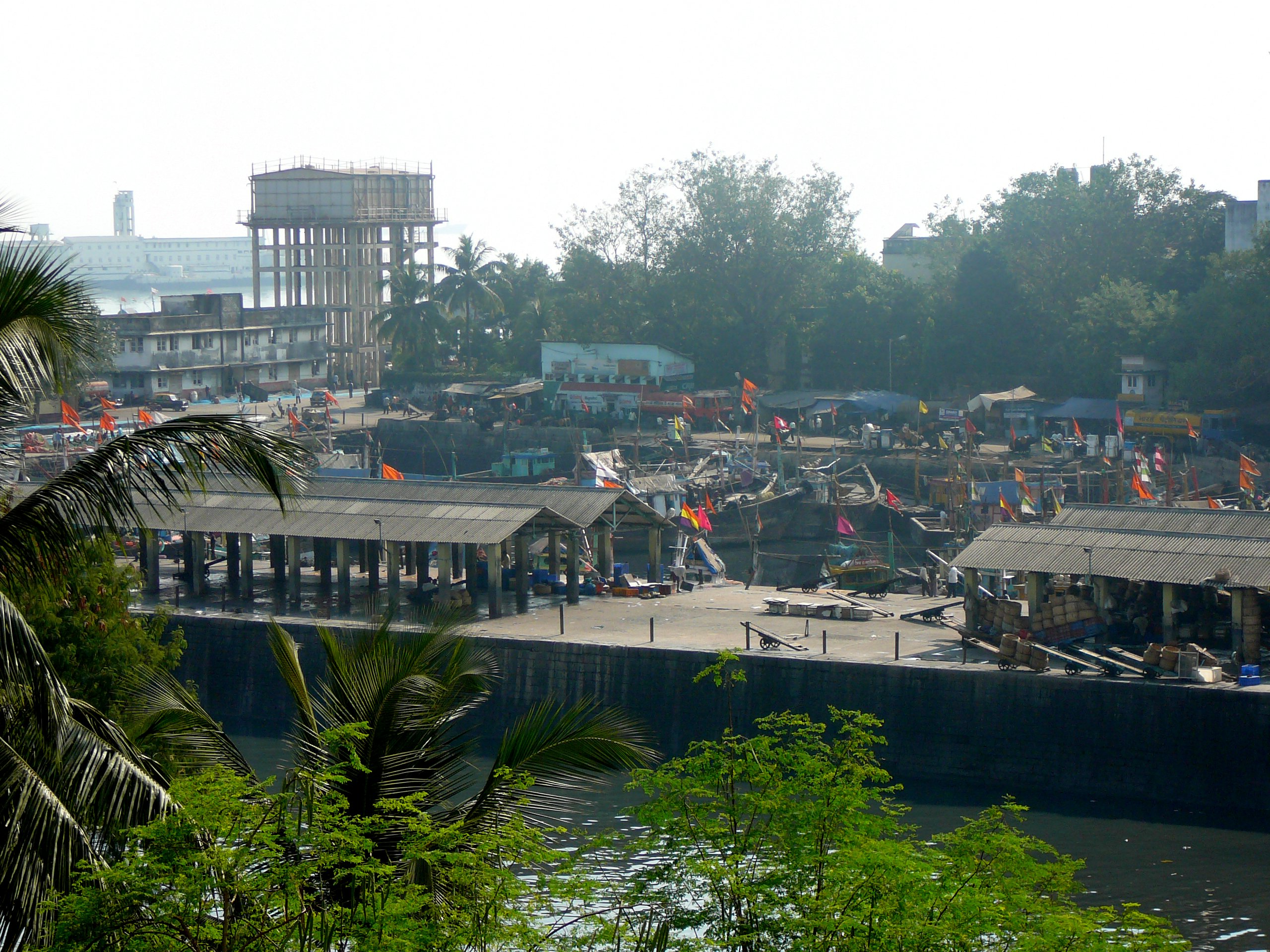
أحواض ساسون ، مومباي ، الهند

يشير اسم العائلة إلى أصل محلي من بلاد ما بين النهرين. يتم أيضًا مشاركة اسم عائلة ساسون بشكل شائع من قبل العديد من العائلات والقبائل الأرمنية والكردية الذين ينحدرون جميعًا من منطقة ساسون الجبلية (من حيث أسماء العائلة والقبائل)، غرب بحيرة فان، في بلاد ما بين النهرين العليا في تركيا الحديثة. ومع ذلك، فمن المحتمل أن بعض دماء السفارديم الإسبانية كانت مختلطة مع ساسونون اليهود في بلاد ما بين النهرين.

## الأصول
كان ساسون بن صالح (1750-1830) وعائلته أمناء خزينة الباشوات في بغداد وجنوب العراق. فر أبناؤه ديفيد (1792-1864) وجوزيف ساسون (1795-1872) من والي معين حديثًا غير ودي مع الاخوين. في عام 1828، ذهب ديفيد لأول مرة إلى ميناء بوشهر على الخليج العربي وفي عام 1832 إلى بومباي بالهند مع عائلته الكبيرة. في بومباي، أسس شركة دولية تسمى David S. Sassoon ، بسياسة تزويدها بالأشخاص الذين تم جلبهم من بغداد شغلوا وظائف مختلفة لفروع أعماله في الهند وبورما ومالايا وشرق آسيا.
تم بناء شركات العائلة في الصين، وهونغ كونغ على وجه الخصوص، للاستفادة من أعمال الأفيون. امتدت أعماله إلى الصين - حيث أصبح ساسون هاوس (الآن يطلق الاسم على الجناح الشمالي لفندق السلام) في البوند في شنغهاي معلما بارزا - ثم إلى إنجلترا. في كل فرع تم تعين حاخام.
كانت ثروته مثالا رائعا؛ شمل عمله الخيري في جميع أنحاء آسيا بناء المدارس ودور الأيتام والمستشفيات والمتاحف. عند وفاته، تم تكريمه من جميع أنحاء القارة من قبل المسلمين والمسيحيين والبارسيين واليهود والهندوس.
شنق مصرفي يهودي مهم يدعى ساسون من قبل الأتراك العثمانيين في ختام حصار كوت العمارة في أبريل 1916. ربما كان عضوا في هذا الفرع من العائلة أو من عائلة جوزيف ساسون.

## أبناء جوزيف ساسون
ذهب جوزيف ساسون إلى حلب، سوريا، حيث أسس بيتًا تجاريًا، ثم امتدت مصالحه التجارية في وقت لاحق إلى الإسكندرية، ثيسالونيكي، وأثينا، والتي تضمنت شركة شحن ومكتب صرافة. تفرّع أبناؤه الخمسة في اتجاهات عديدة: عاد ابنه موسى ساسون (1828-1909) إلى بغداد قبل أن ينتقل إلى مصر حيث بنى بيت التمويل يوسف ساسون وأولاده، الذي توسّع فيما بعد وأصبح وكيلًا لكريدي فونسييه في مصر. في عام 1871، كان يعقوب ساسون ابن موسى (1850-1936) أحد أكبر أصحاب مزارع القطن في مصر، وكان يمتلك مصانع قطن. خلال الحرب الأهلية الأمريكية، جنى شقيقه الأكبر نسيم (1840-1917) ثروة من تصدير القطن المصري إلى إنجلترا مما جعله أكبر مصدر للقطن في مصر. في عام 1927، مع بنك مصر ورجال أعمال مصريين آخرين، أسس جاكوب ساسون شركة مصر للغزل والنسيج (العربية: شركة مصر للغزل والنسيج)، والمعروفة أيضًا باسم مصر حلوان أو مصنع الغزل الذي يمتلك 61 ٪ من أسهم الشركة. أسس جاكوب ساسون أيضًا مصر كريدي فونسييه مع جوزيف فيتا موسيري، وكان حفيده إليو جوزيف ساسون مهندسًا معماريًا، وصمم مبنى Assicurazioni Generali di Trieste. كان إلياو ساسون أيضًا مستثمرًا عقاريًا ومطورًا، وقد توقع نموًا لا مثيل له في القاهرة والتأثير المربح لمثل هذا التوسع على قيمة الأراضي. لذلك ليس من المستغرب أن العديد من العقارات التي استثمر فيها كانت تقع على مقربة من الحي الأوروبي الأنيق بالإسماعيلية أو في مناطق مختارة من قصر الدوبارة، ولاحقًا في جاردن سيتي والزمالك والجيزة. في عام 1952 أسس حفيده إلياس (إلياس) نسيم إلياو جوزيف ساسون (1928-2010) بنك القاهرة مع موريس جوزيف كاتاوي (1925-2009).

## إلياس (إلياس) نسيم جوزيف ساسون
إلياو (إلياس) نسيم إلياو جوزيف ساسون (بالعبرية: אליהו נסים אליאו יוסף ששון) (1928-2010)، (يسمى دائما إلياس)، المولود في حلب، سوريا، لنسيم إلياو ساسون (1911-1988) تاجر ثري ومصرفي وشريك سابق في صفرا فريرز، وهو بنك مقره حلب، ومسودة ساسون (ولدت شمش) (1911-1992).
كان إلياس ساسون سليل جوزيف ساسون الأكثر نفوذا وثراء، وفي عام 1940 تم إرساله إلى الإسكندرية للالتحاق بالمدرسة الداخلية المرموقة، كلية فيكتوريا. انضم لاحقا إلى أعمال عائلته في عام 1946 حيث عمل في أعمال العائلة في مصر.
من بين العديد من المقتنيات، كانت العائلة في ذلك الوقت تضم مصالح في نفط بورما، وشركة البترول التركية، وشركة النفط الأنجلو-إيرانية، ومصنع للمنسوجات، وشركة كبيرة لتصدير القطن، ومصالح في كل من الشركة العامة للتجارة والصناعة في اليونان. (لاحقًا Attica Enterprises Holding SA) و Atlas Maritime.
في عام 1947، ركز إلياس اهتمامه على ثلاثة قطاعات أساسية: صناعة التنقيب عن النفط المزدهرة حديثًا التي تجتاح الشرق الأوسط، والشحن والخدمات المصرفية. بقرض قيمته 5000 جنيه إسترليني من والده، استثمر إلياس في شركة Standard Oil إضافة إلى ممتلكات عائلته الحالية في الشركة. في نفس العام تزوج من هانا روشيل جاك ساسون (ني دي ميناشي) (1929 - 2009)، حفيدة البارون جاك بور يعقوب ليفي دي ميناشي (تُوفي عام 1916).
كان جده الأكبر، ديفيد سولومون ساسون (1871-1956) مستثمرًا في شركة Socony- Vacuum Oil Company ، التي دخلت فيما بعد في شراكة مع Standard Oil لتوفير أسواق لاحتياطيات النفط في الشرق الأوسط. في عام 1906، افتتحت Socony (لاحقًا Mobil) محطات الوقود الأولى في الإسكندرية بتمويل من David Solomon Sassoon. كان إلياس ساسون صهيونيًا مخلصًا واعتبر البريطانيين أي شيء سوى أصدقاء الشعب اليهودي بسبب حصارهم في البحر الأبيض المتوسط لسفن اللاجئين التي تحمل لاجئين يهود فارين من أهوال الحرب العالمية الثانية، وعلى الرغم من أنه اعتبر الحكومة البريطانية بدرجة أقل. باعتبارها مذنبة ومع ذلك في الفظائع ضد يهود العالم.
في عام 1952 شارك في تأسيس بنك القاهرة مع صديق طفولته مويس جوزيف موريس كاتاوي (1925-2009). بحلول ذلك الوقت، كان إلياس ساسون قد وسع أعمال عائلته إلى فرنسا والبرازيل وجنوب إفريقيا والولايات المتحدة، حيث صدرت الأسرة القطن إلى مراكز تجارية وحافظت عليها منذ القرن التاسع عشر.
اعتقد الساسون أن بلاد ما بين النهرين (الآن سوريا والعراق) تحتوي على خزانات كبيرة من النفط، وسابقة شركة نفط العراق (IPC) شركة البترول التركية (TPC). كان ديفيد سولومون ساسون من بين الأوائل الذين حصلوا على مصالح البنوك والشركات الإمبراطورية الألمانية، التي شاركت بالفعل في بناء خط السكك الحديدية بين برلين وبغداد، والذي لعب دورًا نشطًا في تمويله. تبعت المصالح البريطانية هذا الاهتمام الألماني عندما أصبح ديفيد ساسون وكيلًا لعائلة روتشيلد في الإمبراطورية العثمانية. في عام 1911، في محاولة للجمع بين المصالح البريطانية والألمانية المتنافسة في المنطقة، شكل ساسون اتحادًا من المستثمرين البريطانيين يتألف من البنوك والشركات وشكل شركة الامتياز الإفريقي والشرقي المحدودة.
في عام 1953، استخدم إلياس ساسون شبكات المصالح هذه لتوسيع مصالح عائلته الاستثمارية لتشمل امتيازات التعدين في إفريقيا. في عام 1957، قامت حكومة ما بعد الثورة المصرية الجديدة بقيادة عبد الناصر بتأميم جميع الشركات والبنوك الأوروبية وخاصة البريطانية والفرنسية. كما بدأت الحكومة في طرد الأجانب والجالية اليهودية في مصر مرة أخرى، على الرغم من مساهماتها العديدة في المجالات الفنية والاقتصادية والسياسية والأكاديمية في البلاد والتي وجدت نفسها تحت مضايقات وترهيب الحكومة، اضطر الكثير منهم لمغادرة البلاد دون المزيد. أكثر من حقيبة ومعظم ممتلكاتهم وممتلكاتهم صادرها المجلس الثوري.
وكان الساسون من بين أولئك الذين صودرت ممتلكاتهم وفي عام 1966 تم نقل إلياس ساسون وزوجته إلى ميناء الإسكندرية وطردوا من البلاد. تم إعلان زوجة إلياس التي كانت مواطنة مصرية غير مواطنة، وبناءً على طلب الحكومة المصرية، تم سحب الجنسية السورية عن إلياس. حصلوا على جواز مرور (وثائق سفر) وأمروا على متن سفينة متجهة إلى اليونان، ومع ذلك، رُفض ابنهم إدوارد إلياس ساسون (1948-1985) الذي كان طالبًا في كلية الطب بجامعة الإسكندرية من تأشيرة الخروج.
اتهمت الحكومة إلياس ساسون باستخدام الشبكة المصرفية لعائلته للمساعدة في تهريب الأصول العائدة لأفراد الجالية اليهودية إلى خارج البلاد وطالبت بإعادة أصوله الموجودة في أوروبا قبل السماح لابنه بالمغادرة. بعد دفع ما يصل إلى فدية، بلغ مجموعها 4 ملايين جنيه إسترليني وتدخل كل من الحكومتين الفرنسية واليونانية، انضم إدوارد ساسون إلى عائلته في عام 1971، مع زوجته جوزفين سيلين إستر (ني كاتاوي) (1949-1994)، ابنة مويس كاتاوي التي حُرمت أيضًا من تأشيرة الخروج بعد طرد عائلتها من البلاد في عام 1964.
أسس إلياس ساسون Sassoon Cattaui Investment Holding (فيما بعد مجموعة بروفيدنس)، وهو صندوق تحوط عائلي مملوك للقطاع الخاص مع Moise Cattaui في عام 1961 في سويسرا بأصول من Sassoon Family Trust ، والتي تم تشكيلها في لوزان، سويسرا في عام 1910. في عام 1970، قام الشركاء بنقل شركة كوراساو (جزر الأنتيل الهولندية) إلى مجموعة استثمارية عائلية خاصة، وهي ليست مطالبة بالتسجيل في لجنة الأوراق المالية والبورصات أو الامتثال لمتطلبات الإبلاغ بموجب قانون دود-فرانك الإصلاحي. يُقال أنه في وقت تشكيل الصندوق، كانت القيمة الإجمالية للأصول المدارة في عام 1961 تبلغ 25 مليون جنيه إسترليني.
استثمر الصندوق في العقارات التجارية في الولايات المتحدة وكندا واليونان وكذلك في المعادن النفيسة والنفط والغاز والأوراق المالية. يتكهن الصندوق أيضًا في أسواق العملات، ومن بين ممتلكاته العديدة: BHP ، المستثمر المشارك في شركة فندق Le Méridien مع Air France وAmerican Express وGeneral Motors وWells Fargo وHSBC وLehman Brothers وExxonMobil وConoco Phillips وFendi وGiorgio Armani وMicrosoft وSun Microsystems و Midland Bank و Frankel Pollak (التي تم بيعها لاحقًا إلى Sasfin Bank ، وهو بنك لعائلة Sassoon ومقره في جنوب إفريقيا) وS&P Global . يشاع أنه في وقت وفاة إلياس ساسون، كان الصندوق، غير المطلوب تقديم بياناته المالية إلى لجنة الأوراق المالية والبورصات، يمتلك أكثر من 100 مليار دولار من الأصول الخاضعة للإدارة، ومعظمها أصول كل من عائلات ساسون وكاتوي.

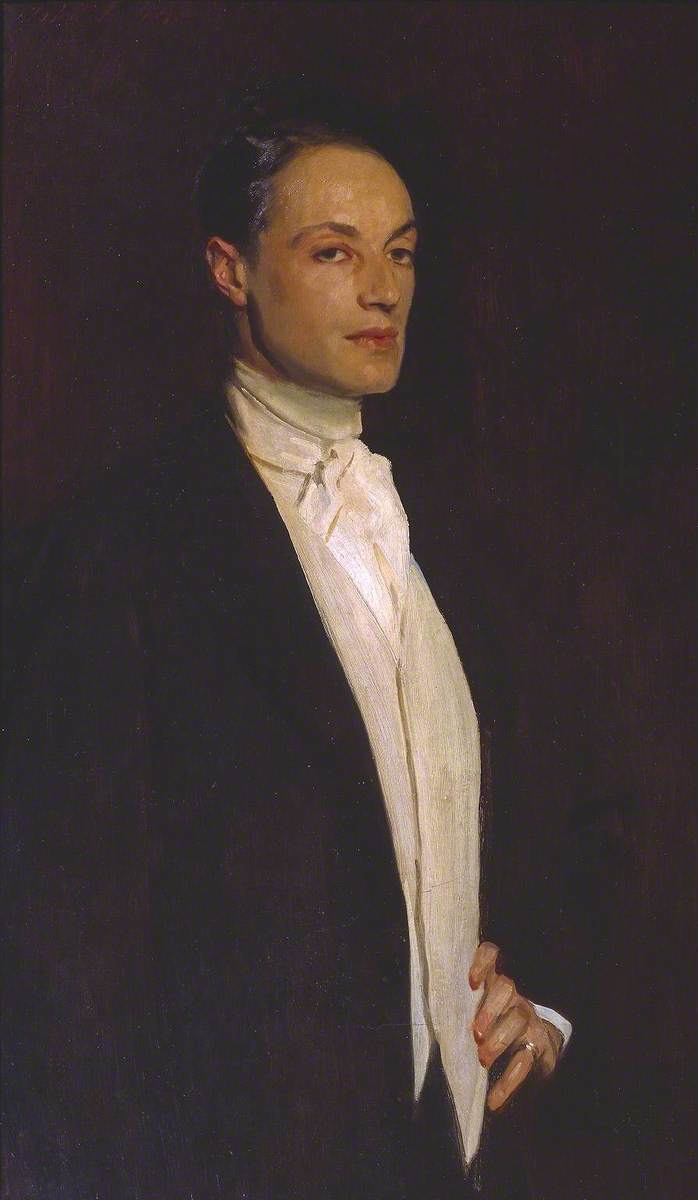
السير فيليب ساسون ، جون سينجر سارجنت ، 1923

1. ↑  "Sassoon". Jewish Encyclopedia, 1906. مؤرشف من الأصل في 2022-09-16.
2. ↑  Siegfried Sassoon: A Biography, Max Egremont  [لغات أخرى]‏, (London 2005)

- Sassoon، Joseph (2022). The Global Merchants: The Enterprise and Extravagance of the Sassoon Dynasty. Allen Lane. ISBN:978-0-241-38864-8.

- شجرة عائلة الكبير ، تظهر أصل عائلة ساسون تعود إلى القرن الثامن عشر.
- </img>